# Cá chào mào đầu dẹp
Cá chào mào đầu dẹp (danh pháp khoa học: Peristedion brevirostre) là một loài cá trong họ Peristediidae. Nó đạt chiều dài tối đa 25 cm. Nó phân bố phía tây Đại Tây Dương, chủ yếu là từ quần đảo Antilles nhưng cũng từ miền nam Florida và từ Honduras tới Nicaragua. Nó sống ở các dốc đá.